# Antonio Francesco Peruzzini

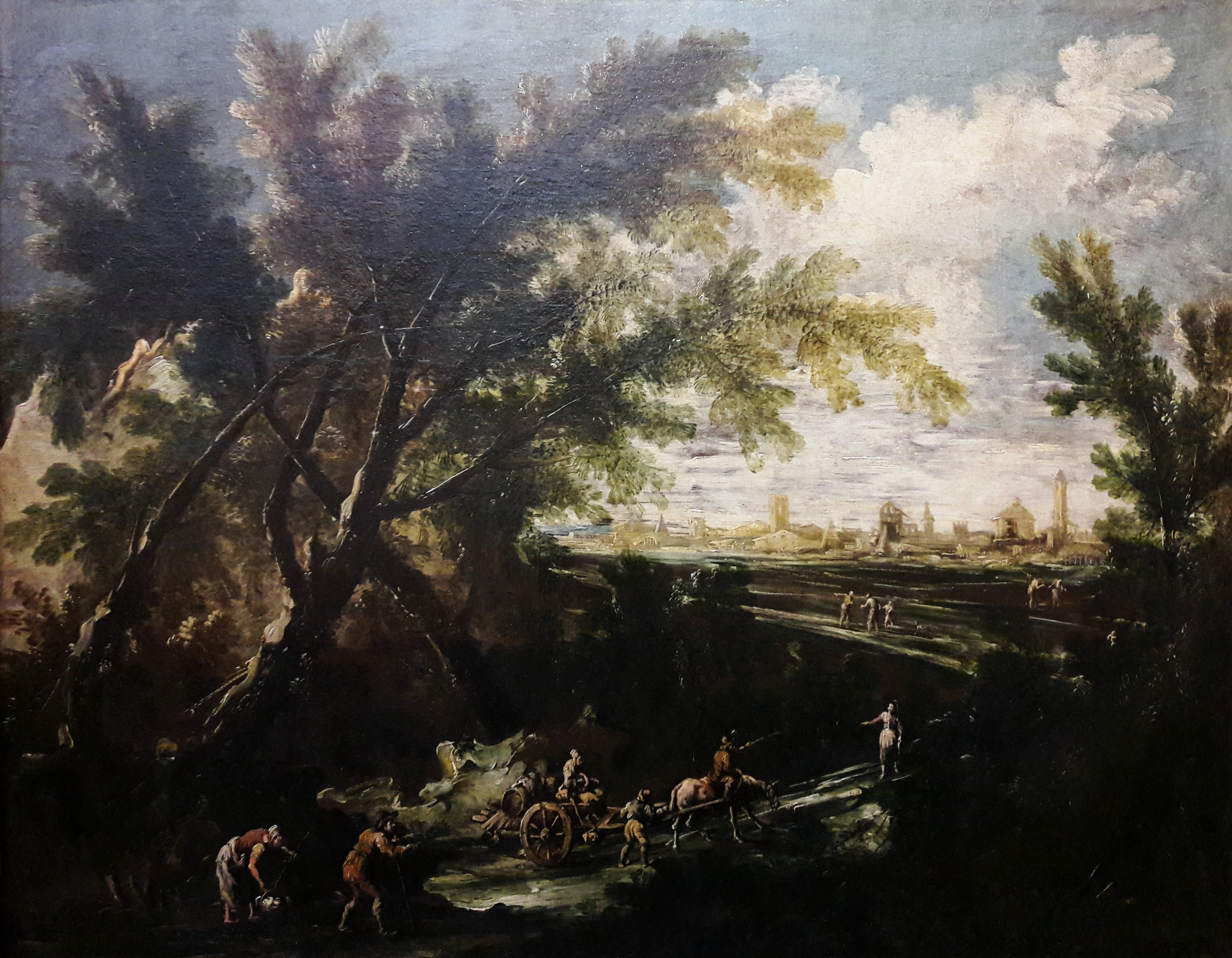
Pejzaż z woziwodą

Antonio Francesco Peruzzini (ur. 1643 lub 1646 w Ankonie, zm. 1724 w Mediolanie) – włoski malarz pejzażysta, syn malarza i miedziorytnika Domenico Peruzziniego (1601-1671), brat malarzy Giovanni i Paolo Peruzzinich.
Malował wspólnie z Alessandro Magnasco i Sebastiano Ricci.
W zbiorach Muzeum Narodowego w Warszawie znajduje się przypisywany mu obraz „Pejzaż z woziwodą”.

## Literatura
- Mina Gregori, Pietro Zampetti, Antonio Francesco Peruzzini: Antonio Francesco Peruzzini, Electa Editrice, Mediolan 1997, ISBN 88-435-6156-1
- Elisabetta Riva Caroti: Antonio Peruzzini, Edizione della Laguna